# Паньков, Иван Васильевич
Ива́н Васи́льевич Панько́в (1 [14] ноября 1904, Верхнее Санчелеево, Самарская губерния — 6 февраля 1938, Кандалакшский район, Автономная Карельская ССР) — советский воздухоплаватель, командир нескольких советских дирижаблей, первый командир крупнейшего советского дирижабля В-6, установивший на нём мировой рекорд по продолжительности пребывания в воздухе. Погиб в катастрофе дирижабля в ходе экспедиции по спасению папанинцев.

## Биография
Родился в бедной мордовской крестьянской семье. Отец Василий Сергеевич, мать — Матрёна Ефимовна Панькины (Паньковы), Иван был старшим из четырёх детей супругов.
В 1916 году окончил сельскую школу, занимался крестьянским трудом. В 1921—1922 годах работал на изоляционно-пропускном пункте санитаром.
В 1922 году переехал в Иваново-Вознесенскую губернию, где устроился на ткацкую фабрику села Яковлевское разнорабочим и смазчиком. Вступил в ВЛКСМ, в октябре 1925 года стал кандидатом в члены ВКП(б), а в августе 1926 года членом ВКП(б).
В 1926—1929 годах учился на рабфаке при политехническом институте в Иваново-Вознесенске, после чего поступил на аэромеханический факультет в Московское высшее техническое училище. Теоретический курс окончил в 1934 году.

### Дирижабли
В 1930 году Иван Паньков участвовал в постройке дирижабля «Комсомольская правда». С марта 1932 года работал на Дирижаблестрое. Сначала помощником командира, а в ноябре 1932 года стал командиром дирижабля В-1. В 1933 году дирижабль «СССР В-1» под командованием Панькова участвовал в манёврах на Чёрном море, отрабатывая взаимодействие с военными моряками, проводилась в том числе, посадка на воду. Затем на этом небольшом учебном дирижабле он совершил рейс Севастополь — Москва.
В 1934 году в качестве помощника командира первого состава экипажа дирижабля В-2 стал участником экспедиции Дирижаблестроя по спасению челюскинцев, однако лётчики опередили воздухоплавателей и вывезли челюскинцев самолётами.
Публикация газеты «Правда» указывает, что Паньков также был командиром дирижабля В-7, однако этот воздушный корабль ни разу не поднимался в воздух и сгорел перед первым полётом.

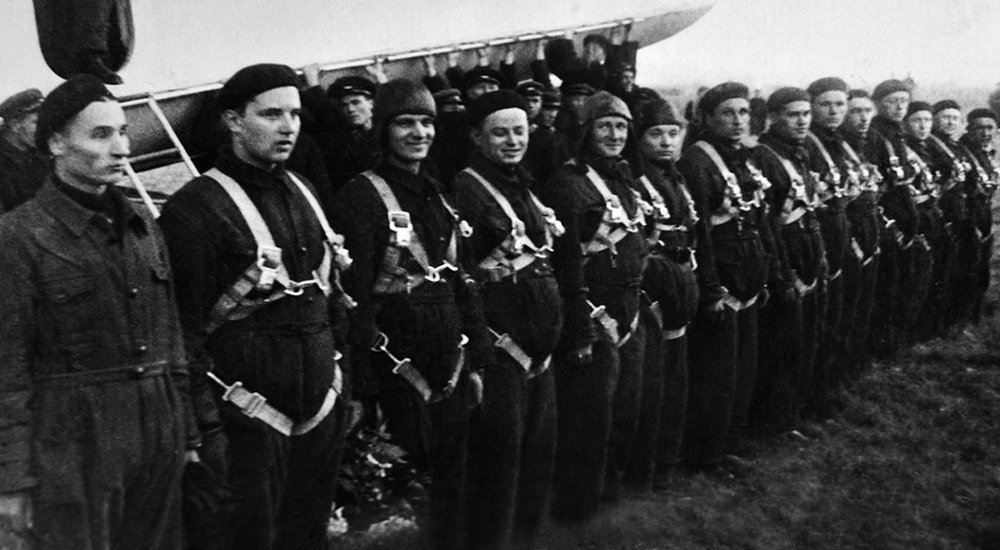
Экипаж дирижабля «СССР-В6» после возвращения из рекордного полета 4 октября 1937 года. Крайний слева Иван Паньков

### Командир В-6
В ноябре 1934 года Иван Паньков стал первым командиром новейшего и крупнейшего в СССР дирижабля В-6. Первоначально летал под руководством шеф-пилота Умберто Нобиле. Вскоре возник конфликт, в марте 1935 года Паньков жаловался руководителю Дирижаблестроя С. Хорькову и командиру эскадры дирижаблей Э. Бирнбауму:

Нобиле с обязанностями шеф-командира не справляется. Положительного в пилотаже и в кораблевождении от него нечего взять, в полёте его как шеф-командира не чувствуется. В полёте распоряжений нет — всё делает сам. Мне, как командиру, ничего не доверяет, поэтому прошу Вашего распоряжения снять Нобиле с шеф-командира и дать мне, соответственно занимаемой должности и ответственности, права.— РГАЭ, ф. 9574, оп. 4, д. 397, л. 29 Цит. по 
Однако на Дирижаблестрое вообще было распространено предвзятое отношение к иностранным специалистам во главе с Нобиле, так что руководство Аэрофлот (в чью структуру входила эскадра дирижаблей) даже было вынуждено созвать специальное заседание коллегии, чтобы осудить «тенденцию игнорирования иностранцев, комчванство по отношению к их работе, мнения будто „наши“ инженеры уже больше знают, чем Нобиле и его сотрудники… будто мы их обучаем, а не они нас, и т. д.». Хорьков положительно оценивал обучение у Нобиле и лишь предложил тому ускорить подготовку Панькова и вместе с завершением заводских испытаний дирижабля выпустить его для самостоятельных полётов на корабле. Но, хотя дирижабль был передан в опытную эксплуатацию 26 мая 1934 года, первый самостоятельный полёт в качестве командира Паньков совершил лишь 23 июля, когда провёл дирижабль над Смоленском и Брянском, преодолев за 19 часов около тысячи километров.
Паньков участвовал во всех полётах B-6, в том числе в дальних — в Ленинград (за что был премирован месячным окладом), Архангельск, Киев, Свердловск. Он командовал дирижаблем и в рекордном беспосадочном полёте, прошедшем с 29 сентября по 4 октября. За 130 часов и 27 минут, проведённые в воздухе без посадки, дирижабль преодолел 4800 км. Официально рекорд не был зафиксирован, так как к этому времени длительность пребывания в воздухе для самолётов и дирижаблей уже не входила в перечень мировых рекордов, признаваемых Международной авиационной федерацией. По итогам полёта начальник ГУ ГВФ Аэрофлота И. Ткачёв представил Панькова к награждению орденом Ленина, при рассмотрении представления в транспортном отделе ЦК ВКП(б) награда была заменена на орден Красной Звезды, но представление так и не было утверждено в Совнаркоме. Паньков был награждён лишь премией в 1500 рублей от руководства Аэрофлота.
В 1936 году Иван Паньков выполнил два полёта на дирижабле В-8 в качестве шеф-пилота, командиром был Н. Гудованцев.
В 1937 году окончил Дирижаблестроительный институт, защитив дипломный проект и получив звание инженера I степени. К июню 1937 года имел около 750 часов налёта, другие источники указывают, что общий налёт Панькова на дирижаблях составил свыше 1000 часов. Постоянно избирался членом парткома эскадры дирижаблей, был членом райкома партии. Был награждён знаком Центрального совета Осоавиахима.

Технически подготовлен вполне удовлетворительно. Материальную часть корабля знает хорошо. Культурно развит удовлетворительно. Технику полёта усвоил хорошо. <…> Дисциплинирован, к подчинённым относится хорошо. Авторитетен среди своих подчинённых и сослуживцев. В партийной и общественной жизни участие принимает — член парткома. Колебаний и уклонов от генеральной линии партии не имеет.— Из аттестации

### Последний полёт
Паньков был командиром B-6 и участвовал во всех его полётах до декабря 1937 года. 15 декабря Иван Васильевич ушёл в очередной отпуск до 10 февраля 1938 года, и сразу после этого его сняли с должности командира корабля. Новым командиром стал Николай Гудованцев — по характеристикам из политдонесений «толковый работник, но высокомерный, самолюбивый и карьерист, готовый „на всё“ в целях личной славы и денег». В 1936 году Гудованцев стал командиром дирижабля В-8, но это был корабль вдвое меньшего размера по сравнению с В-6. С сентября 1937 года он исполнял обязанности, а с 1 декабря стал полноценным командиром эскадры дирижаблей. На этом посту в начале ноября он добился приказа командиру эскадры дирижаблей, то есть ему — Гудованцеву, ежемесячно проводить два самостоятельных полёта на дирижабле «СССР В-6» в качестве командира. И, наконец, воспользовавшись отпуском Панькова, он добился своего назначения командиром крупнейшего дирижабля страны и флагмана эскадры. Многие, в том числе и в политуправлении Аэрофлота, посчитали подобное назначение незаслуженным. Паньков нового назначения не получил.
В начале февраля 1938 года, узнав о планирующейся экспедиции по эвакуации папанинцев, Паньков прервал отпуск и, благодаря вмешательству партийной организации эскадры дирижаблей при поддержке некоторых из уже назначенных участников предстоящего полёта, был включён в экипаж своего бывшего дирижабля вторым командиром. Позднее Нобиле расценил как ошибку назначение командиром Гудованцева — пилота, в отличие от Панькова, не имевшего опыта управления именно этим дирижаблем.
5 февраля дирижабль В-6 отправился в полёт по маршруту Москва — Мурманск, чтобы после дозаправки направиться в Гренландское море для снятия со льдины экспедиции Папанина, о чём экипаж дирижабля ходатайствовал перед правительством. 6 февраля в ходе полёта в сложных метеоусловиях дирижабль столкнулся с горой, не обозначенной на имевшейся у экипажа полётной карте. Из 19 членов экипажа 13 человек погибло, в том числе и Иван Паньков.
По свидетельству выживших, именно Паньков командовал дирижаблем в момент катастрофы. После предупредительного крика штурмана он отдал команду «право руля» пилоту и попытался резко набрать высоту рулями, однако столкновения избежать не удалось.
Одна из основных причин катастрофы — недостаточная высота полёта, и именно Паньков стоял на рулях высоты. И государственная комиссия, расследовавшая обстоятельства катастрофы, и современные исследователи указывают на то, что оба командира корабля проигнорировали тот факт, что ранее дирижабль дважды за короткое время пришлось поднимать на 100 метров, чтобы не столкнуться с землёй. Очень малая высота полёта была замечена тремя из шести выживших членов экипажа, но осталась незамеченной ни командиром, ни вторым командиром — рулевым высоты, ни штурманом. Даже если они были введены в заблуждение показаниями бортовых высотомеров, из-за разницы в атмосферном давлении между Карелией и Москвой, вероятно, завышавших к моменту катастрофы высоту полёта на 175—200 метров, опытный пилот должен был учесть как возможность спуска в барическую воронку, так и вероятность подъёма рельефа в незнакомой местности, чего сделано не было.

Колумбарные плиты погибшего экипажа дирижабля

Государственная комиссия 1938 года сочла действия Панькова после предупреждения о возможном столкновении «принципиально неверными». Однако иные исследователи указывают, что комиссия не учла сложившуюся в гондоле дирижабля расстановку членов экипажа. Ещё утром 6 февраля нарушилось расписание вахт, часть членов экипажа, во главе с Гудованцевым, занималась несвойственными им делами: составляли списки необходимого провианта и оборудования, которое следовало загрузить в Мурманске, составляли списки оборудования, которое сочли ненужным и планировали там же выгрузить, монтировали лебёдку, демонтировали неисправный пеленгатор. К вечеру расписание вахт окончательно сбилось, так что к моменту катастрофы в рубке вместо четырёх человек находилось лишь трое, причём командир Паньков фактически выполнял функции обычного штурвальщика — стоял на рулях высоты. В подобном положении Паньков никак не мог одновременно остаться на своём месте и управлять рулями и заняться выключением моторов и сбросом балласта: этого не позволяла организация органов управления в рубке. Так что он предпринял единственно возможное действие — попытался обогнуть препятствие в динамическом режиме. По оценкам, это, вероятно, существенно изменило характер аварии: корабль сначала ударился кормой о склон и лишь затем упал на него плашмя, что спасло жизни большинству членов экипажа непосредственно при столкновении. Однако из-за пожара и дыма многие не сумели выбраться из-под оболочки дирижабля.
Вместе с другими погибшими в катастрофе Иван Паньков похоронен на Новодевичьем кладбище Москвы. Прощание проходило в Колонном зале Дома союзов. Семьям погибших правительство выплатило по 10000 рублей разового пособия и назначило пенсии.
Был женат, супруга Александра, дочь Людмила, спустя два месяца после гибели Ивана Панькова у него родился сын, также названный Иваном. В дальнейшем Иван Иванович Паньков стал журналистом.
Имя Панькова носит одна из улиц Луганска.